# Aeropuerto Internacional de Juneau
El Aeropuerto Internacional de Juneau o el Juneau International Airport (IATA: JNU, OACI: PAJN, FAA LID: JNU) es un aeropuerto público localizado a siete millas (11 km) al noroeste del Distrito Central Financiero de Juneau, una ciudad y borough en el estado estadounidense de Alaska. El aeropuerto es sede regional para todo el tránsito aéreo, como aerolíneas regionales tales como Alaska Airlines.

## Aerolíneas y destinos
- Alaska Airlines (Anchorage, Cordova, Gustavus [temporal], Ketchikan, Petersburg, Seattle/Tacoma, Sitka, Yakutat)
- Alaska Seaplane Service (Angoon, Elfin Cove, Pelican, Tenakee Springs)
- Ward Air (Chatham, Funter Bay)
- Wings of Alaska (Excursion Inlet, Gustavus, Haines, Hoonah, Kake)